# جوزيف براون (سياسي)
جوزيف براون (بالإنجليزية: Joseph Brown)‏ هو سياسي أمريكي، ولد في 1823 في المملكة المتحدة، وتوفي في 3 ديسمبر 1899 في سانت لويس في الولايات المتحدة. حزبياً، نشط في War Democrat ‏.